# テイラー・マッケンジー
テイラー・マッケンジー ( Taylor Mackenzie, 1993年2月24日 - ) は、イギリスのオートバイレーサー。スコットランドのスターリング出身。2011年からロードレース世界選手権125ccクラスにフル参戦を開始する。かつて同選手権で活躍したニール・マッケンジーの息子である。

## 経歴
赤ん坊の頃から父ニールと共にヨーロッパのグランプリサーキットを回り、父がGPを引退しイギリススーパーバイク選手権(BSB)に活動の場を移した後も各地のパドックを訪れ、テイラーは自然とレースに慣れ親しんでいった。4歳のとき、初めてのバイクとしてヤマハ・PW50に乗ったテイラーは、2006年にはミニバイクレースを開始し勝利を重ねていった。
2008年にはBSBのサポートクラスとして併催されているイギリス125ccロードレース選手権に参戦を開始、最終戦ブランズハッチでベストリザルトの6位を記録し、年間ランキング16位で初年度を終えた。
翌2009年は4位を2回記録し、ランキング11位に成績を伸ばした。またこの年からロードレース世界選手権のサポートイベントであるレッドブルMotoGPルーキーズカップにも参戦を開始、年間ランキング20位を記録した。
2010年は、ブラッドリー・スミスの支援を受けての参戦となったイギリス選手権で3勝を挙げ、年間ランキング4位に入る活躍を見せた。2年目のMotoGPルーキーズカップでもランキングを15位に伸ばした。またこの年のロードレース世界選手権125ccクラスには、第5戦イギリスGPと最終戦バレンシアGPの2戦にワイルドカード枠で参戦した。
2011年シーズン、テイラーはフォニカ・レーシングからカスタマー仕様のアプリリア・RSW125を駆り、ロードレース世界選手権125ccクラスにフル参戦デビューを果たす。チームとの契約は2年間であり、2012年シーズンは125ccクラス後継のMoto3クラスへの参戦を予定している。

## ロードレース世界選手権 戦績
| シーズン | クラス | チーム               | メーカー   | マシン | 出走 | 優勝 | 表彰台 | PP | FL | ポイント | シリーズ順位 |
| -------- | ------ | -------------------- | ---------- | ------ | ---- | ---- | ------ | -- | -- | -------- | ------------ |
| 2010年   | 125cc  | KRP                  | ホンダ     | RS125R | 2    | 0    | 0      | 0  | 0  | 0        | -            |
| 2011年   | 125cc  | フォニカ・レーシング | アプリリア | RSW125 |      |      |        |    |    |          |              |
| 合計     |        |                      |            |        | 2    | 0    | 0      | 0  | 0  | 0        |              |